# Мери Бара
Мѐри Терѝза Ба̀ра (на английски: Mary Teresa Barra) е американска бизнесдама.
Родена е на 24 декември 1961 година в Роял Оук край Детройт в семейство с фински произход. През 1980 година започва работа в производителя на автомобили „Дженеръл Мотърс“, като същевременно учи в Института „Дженеръл Мотърс“ и през 1985 година получава бакалавърска степен по електроинженерство. Със стипендия на компанията през 1990 година завършва и магистратура по бизнес администрация в Станфордския университет и през следващите години заема различни инженерни и мениджърски длъжности. През 2008 година става вицепрезидент на „Дженеръл Мотърс“, отговорен за производствената технология, а от 2009 година – за човешките ресурси, от 2011 година е изпълнителен вицепрезидент за разработката на продукти, а малко след това поема и доставките. От 15 януари 2014 година е изпълнителен директор на „Дженеръл Мотърс“, като става първата жена начело на голяма автомобилна компания.